# Die neuen Herren
Die neuen Herren (Originaltitel: Les Nouveaux Messieurs) ist eine französische Politiker- und Gesellschaftssatire  aus dem Jahre 1929 von Jacques Feyder mit Albert Préjean in der Hauptrolle.

## Handlung
Im Mittelpunkt des Geschehens steht der junge Elektriker Jacques Gaillac, der seinem Handwerk an der Pariser Staatsoper nachkommt. Seine ganze Zuneigung gilt der ebenso hübschen wie klugen Tänzerin Suzanne Verrier, die wiederum in dem politisch einflussreichen Grafen de Montoire-Grandpré, einem Förderer anderer Leute und Strippenzieher im Hintergrund einen mächtigen Verehrer hat. Die Zeiten in Frankreich sind unruhig, und ein Streik bei den Verkehrsbetrieben lähmt das Leben auf den Pariser Straßen. Als Gewerkschaftsfunktionär ist Gaillac sehr daran interessiert, die Rechte der einfachen Arbeiter zu stärken und durchzusetzen. Mit seiner entschlossenen, kämpferischen Art macht er auch die Stadtoberen auf sich aufmerksam. Schließlich erringt er einen entscheidenden Erfolg bei seinem Kampf um Arbeiterrechte.
Die Gewerkschaft will, dass er als einer der ihren in die Politik geht, und Jacques Gaillac wird als Abgeordneter in die Nationalversammlung gewählt. Schließlich ernennt man den strebsamen Politiknovizen sogar zum Minister. Suzanne ist von dem rasanten Aufstieg ihres Verehrers mehr als beeindruckt, doch dieser Höhenflug bekommt Gaillac charakterlich überhaupt nicht gut. Die Macht steigt ihm zu Kopf, und Jacques, der die Bodenhaftung und den Kontakt zu seinen Wurzeln verliert, droht genau wie all seine Vorgänger zu werden, die sich nur dem Vergnügen hingeben und dem eigenen, politischen Nutzen dienen, anstatt sich ernsthaft um die Belange des einfachen Volkes zu kümmern. Aus dem politischen Höhenflug droht Größenwahn zu werden. Mit seinem Verhalten setzt Gaillac schließlich sogar die Liebe zu Suzanne aufs Spiel.

## Produktionsnotizen
Die neuen Herren wurde am 5. April 1929 in Paris uraufgeführt. In Deutschland kam der Film am 27. Dezember im Berliner Kino Beba-Palast Atrium zur Aufführung. Im deutschen Fernsehen wurde dieser Film erstmals am 29. Mai 2012 auf ARTE gezeigt.
Die Bauten entwarf Lazare Meerson. Der zur Drehzeit 22-jährige Marcel Carné, später einer der bedeutendsten Filmregisseure (Kinder des Olymp) seines Landes, gab hier sein Filmdebüt als Kameraassistent.
Der 1928 gedrehte Film wurde bei seiner Bereitstellung für den Kinoeinsatz zum Jahresanfang 1929 mit erheblichen Problemen konfrontiert. Staatliche Stellen sahen die Würde des Parlamentarismus und die der Politiker und Abgeordneten angegriffen und forderten erhebliche Schnitte an Die neuen Herren. Bis dahin blieb der Film indiziert. Kritisiert wurde vor allem eine Prügelszene in der Abgeordnetenkammer sowie die Szene der Einweihung einer Arbeitersiedlung, die der Minister im Eiltempo vollzieht, da er unbedingt einem Rendezvous mit einer auf ihn wartenden, schönen Frau nachkommen möchte. Ebenfalls auf staatliche Ablehnung stieß eine Sequenz, in der ein Parlamentarier einschläft und träumt, dass die Kammer zu einem Saal mit leicht bekleideten Tänzerinnen wird. Diese Querelen mit der Zensur führten dazu, dass Feyder Frankreich den Rücken zukehrte, ein Angebot aus den USA annahm und noch im selben Jahr in Hollywood mit Greta Garbo beider letzter Stummfilm Der Kuß drehte.

## Kritiken
„Die extreme Linke sah darin eine Satire auf die Verräterei, die sie brandmarkte, und nahm "Les nouveaux Messieurs" (Die neuen Herren) gut auf. Aber die Zensur entdeckte eine gefährliche Attacke gegen den Parlamentarismus in dem Traum eines Abgeordneten, durch den das Palais Bourbon von kurzgeschürzten Tänzerinnen bevölkert wird.“

„[Der Film] ironisierte die parlamentarischen Konventionen und den bourgeoisen Lebensstil der Gewerkschaftsfunktionäre und den Prozeß ihrer Verbürgerlichung. (…) Auf der Bühne war diese Komödie nur ein konventionelles Amüsement. Der Film setzte schärfere Akzente. Feyder attackierte die ganze Verlogenheit des bürgerlichen Parlamentarismus und beunruhigte damit die betroffenen Personen und Instanzen.“

Im Lexikon des Internationalen Films heißt es: „Der Stummfilm sorgte für lange Auseinandersetzungen mit der französischen Regierung. Bei aller gesellschaftspolitischen Ernsthaftigkeit überzeugt er durch inszenatorische Leichtigkeit und gedankliche Tiefe zugleich.“

„Auf satirische Weise greift Feyder in seinem Film nicht nur die Blindheit und Korruption der Arbeiterklasse oder Gewerkschaftsbewegung an, sondern auch das gesellschaftliche und politische System, das bei geringen Veränderungen doch stets dasselbe bleibt. Die parlamentarischen Konventionen und der bourgeoise Lebensstil der Gewerkschaftsfunktionäre, ihr Prozess der Verbürgerlichung werden gekonnt ironisiert. 
Ironische Satire und romantische Komödie stehen in ständigem Wechsel und verleihen dem Stummfilm Leichtigkeit und Esprit.“

## DVD-Veröffentlichung
- Les Nouveaux Messieurs ist enthalten in: David Shepard, Jeffrey Masino (Hrsg.): French Masterworks: Russian Émigrés in Paris 1923-1929. Five Iconic Films Albatros Productions (5-Disc DVD Collection). Flicker Alley, Los Angeles 2013, ISBN 1-893967-65-4. (Restaurierte Fassung, Musik kompiliert von Antonio Coppola, französische Zwischentitel mit optionalen englischen Untertiteln, Region 0)